# Ascolepis speciosa
Ascolepis speciosa är en halvgräsart som beskrevs av Friedrich Welwitsch. Ascolepis speciosa ingår i släktet Ascolepis och familjen halvgräs.
Artens utbredningsområde är Angola. Inga underarter finns listade i Catalogue of Life.